# اندیس سرقوی
سرقوی یک اندیس فلزی است که در حوالی شهر ششتمد استان خراسان قرار دارد و مادهٔ معدنی موجود در آن، طلا است. سنگ میزبان این اندیس آندزیت است در این اندیس، پاراژنز‌های مس یافت می‌شوند.